# Шельтинг, Вейбрант
Вейбрант Шельтинг (Wybrand (Wijbe) Gerlacus Scheltinga, 1677—1718) — шаутбенахт (контр-адмирал) Российского флота, родоначальник династии русских моряков, флагман.

## Биография
Родился в семье Gerlacus Wybouds Scheltinga (1637? — 1706) и Saeckien урождённой Fogelsangh (1644—1681).
В 1704 году был нанят на русскую службу вице-адмиралом Корнелиусом Крюйсом в числе 20 голландских морских офицеров. Был капитаном в голландском флоте, и в том же звании принят в Русский флот. В 1706 году командовал одним из кораблей при обороне острова Котлин.
В 1706—1707 годах начальствовал отрядами галерного флота.
В 1707—1709 годах командовал 28-пушечным фрегатом «Нарва» в эскадре вице-адмирала К. И. Крюйса в Финском заливе. В 1710 году, командуя тем же кораблём, участвовал в конвоировании транспортных судов к осаждённому русскими войсками Выборгу. Осенью этого же года послан в Воронеж. В 1711 году управлял в Таврове делами адмиралтейства, затем был назначен командиром линейного корабля «Скорпион» для плавания в Азовском море. После подписания мира с Турцией возвращён в Балтийский флот.
Весной 1712 года Шельтинг возглавлял отряд транспортных судов для снабжения Выборга провиантом. За успешное выполнение этого важного поручения капитану Шельтингу было присвоено очередное звание капитан-командора. В этом же году, начальствуя в шхерах отдельным отрядом бригантин в составе эскадры вице-адмирала Боциса, участвовал в захвате 3 шведских ботов, краера, шнявы и штуты.

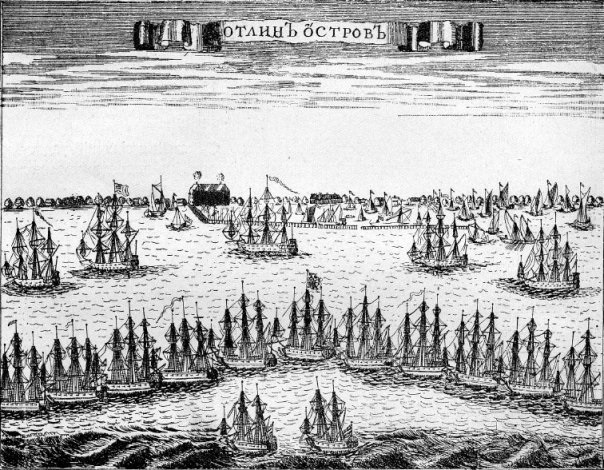
Остров Котлин и русский флот (офорт Питер Пикарт 1716 года)

В 1713 году, преследуя неприятеля на корабле «Выборг» в составе эскадры вице-адмирала Крюйса, сел на мель; пришлось снять пушки и такелаж, а судно сжечь. По окончании кампании Шельтинг исполнял должность командующего флагмана на Котлине. Резолюцией Петра Великого 22 января 1714 года по делу о неудачной погоне за шведскими крейсерами Шельтинг был разжалован в младшие капитаны: «хотя капитан-командор Шельтинг заслуживает жестокое наказанье, но поелику он не имел обстоятельных повелений, то написать его в младшие капитаны», но вскоре прощён и восстановлен в прежнем звании. В 1714 году царь, уезжая, передал ему начальство над корабельным флотом.
В 1715 году командовал 60-пушечным кораблём «Святая Екатерина» в плавании флота в Финском заливе под начальством Петра I.
В 1715 году Шельтинг был послан в Амстердам, для наблюдения за отправкой купленных заграницей кораблей и для набора обер- и унтер-офицеров и мастеровых.
В 1716 году Шельтинг был назначен командиром эскадры русских кораблей, собранной в Копенгагене. Вслед за приходом в Копенгаген кораблей ревельской эскадры принял командование над всем флотом и ходил с ним до острова Борнхольма под штандартом Петра I в соединении с союзным англо-датско-голландским флотом. Осенью, опасно заболев, возвратился вместе с флотом к своим портам, имея брейд-вымпел на корабле «Мальбург».
В 1717 году командуя Котлинской эскадрой, ходил с ней в крейсерство к мысу Дагерорт. В июне того же года, командуя арьергардом флота, бывшего под начальством графа Апраксина, ходил в плавание до Гогланда и 31-го октября произведен был в шаубенахты от синего флага.
В мае 1718 года Шельтинг пришёл в Кронштадт из Ревеля с зимовавшими там кораблями и вновь опасно заболел, а 18-го июня скончался на борту корабля «Мальбург». На похоронах присутствовали царь, флагманы и министры.

## Семья
Жена — Доротея урождённая Фробус (Frobus) (? — 1751), вышла замуж вторично за капитана Петра Бенса.
Сын — Пётр Елеазарович Шельтинг (1707—1771).
Сын — Алексей Елеазарович Шельтинг (1717—1772) — контр-адмирал.
Родоначальник династии русских моряков, среди его потомков в том числе:
Шельтинг, Роман Петрович (1762—1834) — внук В. Шельтинга, моряк, генерал-лейтенант.
Шельтинг, Владимир Владимирович (1864—1921) — праправнук В. Шельтинга, внук Р. П. Шельтинга, контр-адмирал (1917), закончил службу в РККА.